# Villers-sur-Auchy
 Villers-sur-Auchy  es una población y comuna francesa, en la región de Picardía, departamento de Oise, en el distrito de Beauvais y cantón de Songeons.

## Demografía
| 285 | 276 | 236 | 249 | 287 | 304 |
| Para los censos de 1962 a 1999 la población legal corresponde a la población sin duplicidades (Fuente: INSEE [Consultar]) |     |     |     |     |     |